# Rio Löcknitz
O Rio Löcknitz é um rio do norte da Alemanha (estados de Mecklemburgo-Pomerânia Ocidental, Brandemburgo e poucos km na Baixa Saxônia). É um afluente da margem direita do rio Elba e sua extensão total é de 66 km. O Löcknitz nasce ao sul de Parchim e flui por Karstädt, Lenzen e Dömitz. O Löcknitz deságua no Elba em Wehningen, localidade do munícípio de Amt Neuhaus, poucos quilômetros após Dömitz. 